# 呂和 (成化進士)
呂和（1454年—？年），字時中，四川順慶府大竹縣人，民籍。

## 生平
四川鄉試第二十二名舉人。成化十七年（1481年）中式辛丑科二甲第七十三名進士。

## 家族
曾祖呂才貴；祖父呂斌；父呂希道，母任氏。